# Paralamium
Paralamium là một chi thực vật có hoa trong họ Hoa môi (Lamiaceae).

## Loài
Chi Paralamium gồm các loài: